# Wireworld

2 діоди, верхній напрямлений за струмом, нижній — проти

Wireworld — клітинний автомат, який 1987 року запропонував Браян Сільверман, змодельований у його програмі Phantom Fish Tank. Став відомим після опублікування статті в колонці «Computer Recreations» журналу Scientific American. Wireworld особливо придатний для симуляції електронних логічних елементів, або «гейтів». Попри простоту правил, Wireworld є повним за Тюрінгом.

## Правила

2 генератори тактових імпульсів надсилають електрони у вентиль XOR

Клітина у Wireworld може перебувати в одному з чотирьох станів:
1. Порожня
2. Голова електрона
3. Хвіст електрона
4. Провідник

У програмному забезпеченні їх нумерують від 0 до 3 (рідше — від 1 до 4). На наведених тут малюнках стани позначено, відповідно, кольорами: чорним, синім, червоним, жовтим.
Як і у всіх клітинних автоматах, час розділено на кроки, які називають поколіннями (іноді «генами» або «тіками»). Клітини поводяться так:
- Порожня → порожня
- Голова електрона → хвіст електрона
- Хвіст електрона → провідник
- Провідник → голова електрона за умови, що на сусідніх клітинках є рівно 1 або 2 голови електронів, інакше залишається провідником.

У Wireworld використовується окіл Мура, що означає, що в перелічених вище правилах сусідніми вважаються клітинки на відстані ходу шахового короля.

## Застосування
Серед об'єктів, створених у всесвіті Wireworld — мураха Ленгтона (у Wireworld можливо створити будь-який зразок мурахи Ленгтона) і комп'ютер Wireworld, повний за Тюрінгом комп'ютер, втілений за допомогою клітинного автомата.